# 范德拜爾帕克
范德拜爾帕克是南非的城鎮，位於該國東北部，由豪登省負責管轄，面積207.69平方公里，海拔高度1,468米，2001年人口80,205，人口密度每平方公里390人。

## 外部連結
- Sedibeng District Municipality （页面存档备份，存于）
- Emfuleni Local Municipality （页面存档备份，存于）
- North-West University （页面存档备份，存于）

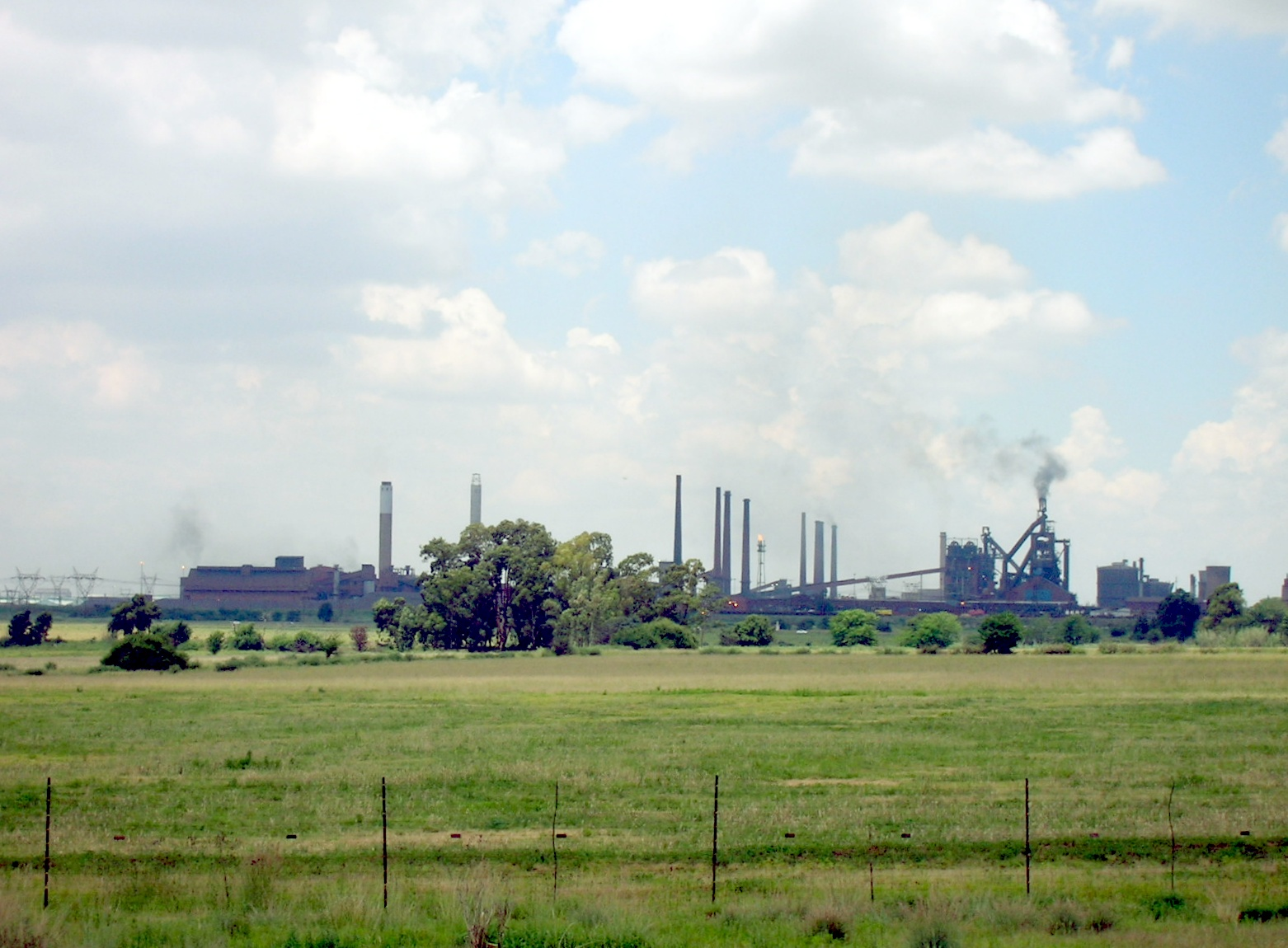
范德拜爾帕克

- More information on Vanderbijlpark （页面存档备份，存于）